# Dautovo
Dautovo (mađ. Dávod)  je selo u jugoistočnoj Mađarskoj.

## Zemljopisni položaj
Nalazi se na 45°59'42" sjeverne zemljopisne širine i 18°55'2" istočne zemljopisne dužine, u regiji Južni Alföld, 5 km južno od Čatalje i 5 km sjeverno od Santova.
Povijesno se nalazilo u Bodroškoj županiji, na samom sjeveru. U dokumentima ga se spominje još 1391., pri prvom spomenu grada Subotice.

## Upravna organizacija
Upravno pripada Bajskoj mikroregiji Bačko-kiškunske županije. Poštanski je broj 6524. Upravno mu pripadaju Siget, Üdülőterület, Dávoditanyák i Kistérségi vízbázis.
U selu djeluje jedinica romske manjinske samouprave.

## Stanovništvo
Danas, u Dautovu živi 2260 stanovnika (2005.)
Stanovnici su Mađari i pripadnici hrvatske manjine.

Hrvati, i to iz skupine Bunjevaca su zabilježeni u Dautovu još 1727. u zemaljskim opisima.

## Prosvjeta
Selo Dautovo je bilo dijelom Općeg prosvjetnog središta Santovo-Dautovo, utemeljenog 15. kolovoza 2006., a koje je ukinuto 1. srpnja. Vlasti su najavile da će temeljem ugovora o javnom obrazovanju, osigurati hrvatskoj djeci školovanje u Dautovu .

## Vanjske poveznice
- (mađ.) Dávod község honlapja  Službene stranice
- Dautovo na fallingrain.com